# Umino Nakamichi
Umino Nakamichi (海の中道) est un tombolo situé à Higashi-ku, préfecture de Fukuoka au sud du Japon. Il relie l'île de Kyūshū et l'île de Shikanoshima. Il fait 8 km de long et jusqu'à 2,5 km de large. Sa côte nord longe la mer de Genkai et sa côte sud la baie de Hakata. Il existe de nombreuses stations balnéaires.
La plus grande partie de la zone est couverte de collines de sable, mais il y a une terrasse sur le côté nord du tombolo sur laquelle les sables se sont déposés au pléistocène.

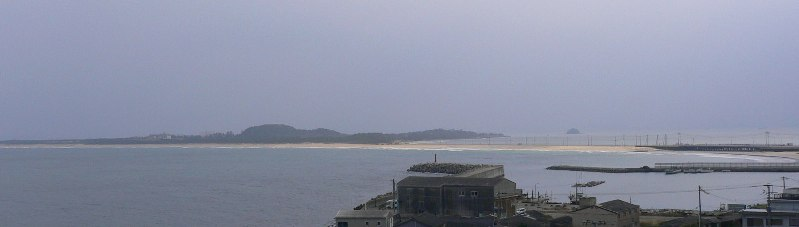
Umino Nakamichi.